# Nyree Dawn Porter
Nyree Dawn Porter, född 22 januari 1936 i Napier, Nya Zeeland, död 10 april 2001 i London, England, var en brittisk skådespelerska.
Hon föddes i Nya Zeeland, men begav sig till England i slutet på 1950-talet för att söka lyckan. Hon är mest känd för sin roll som Irene i den brittiska TV-serien Forsytesagan (1967).